# Friedrich Ernst Leibold
Friedrich Ernst Leibold (Dorfgarten, Kiel, 9 de diciembre de 1804 - La Habana, 21 de julio de 1864) fue un naturalista, explorador y recolector alemán.

## Biografía
Entrenado como jardinero, acompañó al Baron von Ludwig al Cabo de Buena Esperanza como recolector botánico, entre 1835 a 1838. De 1839 a 1844, recolectó especímenes en Cuba y México, y en 1847 se estableció como agricultor en Texas. Y más tarde residente en Nueva Orleans, falleciendo en La Habana en 1864, yendo a recoger ejemplares en la península de Yucatán.

### Escritos asociados
- "Filices a Leiboldo in Mexico lectae", con Gustav Kunze, 1844[6]

## Eponimia
Especies
- (Asteraceae) Cacalia leiboldiana (Schltdl.) Kuntze[7]
- (Bromeliaceae) Tillandsia leiboldiana Schltdl.[8]